# Paul Maerker
Paul Maerker, manchmal auch Märker (geboren 18. April 1856 in Köthen; gestorben 2. April 1942 in Berlin), war ein deutsch-jüdischer Hofbankier, Repräsentant der Israelitischen Kultusgemeinde und Schatzmeister der wohltätigen Julie-von-Cohn-Oppenheim-Stiftung in Dessau.

## Leben
Maerker war Sohn von Moritz Maerker und der Ida geb. Liepmann.
In früher Jugend arbeitete Maerker als Prokurist in der Privatbank I. H. Cohn des anhaltischen Hofbankiers Baron Moritz von Cohn. Nach deren Liquidation gründete er 1903 in der ehemaligen Kavalierstraße 32 in Dessau sein eigenes Bankgeschäft, welches er bis 1935 führte. In Dessau wirkte er auch als Repräsentant der Israelitischen Kultusgemeinde und Schatzmeister der wohltätigen Julie-von-Cohn-Oppenheim-Stiftung. Im Jahre 1909 unterstützte und unterschrieb er eine Festschrift zum 25. Jubiläum des Esra.
Anfang 1939 wurde Maerker auf Druck der Nationalsozialisten dazu gezwungen, sein Wohn- und Geschäftshaus aufzugeben. 1939 richtete die SS in dem ehemaligen Bankhaus das Büro ihres SS-Abschnitts XVI ein; am 7. März 1945 wurde das Gebäude durch Bomben zerstört und später abgerissen.
Märker zog kurzzeitig in das Haus des Kaufmanns Siegmund Linz (heute Friedensplatz 20), das als eines der wenigen noch in jüdischem Besitz befindlichen Wohnhäuser als Sammelunterkunft jüdischer Bürger nach Vertreibungen aus ihren Wohnungen diente (Judenhaus).